# Humberto Belli
Humberto Belli Pereira (Managua, 7 de septiembre de 1945) es un político y escritor nicaragüense. Se desempeñó como Ministro de Educación de Nicaragua durante la presidencia de Violeta Chamorro y miembro del grupo editorial del periódico La Prensa (propiedad de Chamorro).
Se educó en la Universidad Centroamericana José Simeón Cañas, en la Universidad Complutense de Madrid y en la Universidad de Pensilvania, donde estudió sociología. Se unió al movimiento estudiantil sandinista, el Frente Estudiantil Revolucionario (FER) en 1965, aunque se alejó del movimiento en 1975, a pesar de que seguía siendo opositor al régimen somocista.
Se convirtió al catolicismo en 1977. Es el autor de Breaking Faith: The Sandinista Revolution and its Impact on Freedom and Christian Faith in Nicaragua (1984; también publicada en inglés bajo el título Christians Under Fire) y Buscando La Tierra Prometida, Historia de Nicaragua 1492-2019.
Su hermana es la escritora y antigua militante sandinista Gioconda Belli.
En junio de 2021 Belli fue arrestado en medio de una ola de arrestos de figuras públicas en su país, que comenzó con la detención de cuatro candidatos opositores al sandinismo para las elecciones generales de noviembre de ese año. El 16 de junio, Belli y otros doce directores del Fondo Nicaragüense para el Desarrollo Social y Económico (FUNIDES) tenían sus cuentas bancarias congeladas por supuestas violaciones a la cuestionada ley 1040, la “Ley de Regulación de Agentes Extranjeros”. Al día siguiente, se ordenó el arresto de Belli y Gerardo José Baltodano Cantarero, otro miembro de la fundación, teóricamente, por no haberse presentado a una citación judicial.
Tuvo que exiliarse a Estados Unidos para evitar la persecución del régimen dictatorial de Daniel Ortega y Rosario Murillo.
En febrero de 2023 el Tribunal de Apelaciones de la Circunscripción Managua le quitó la nacionalidad nicaragüense.

## Libros
- Belli Pereira, Humberto (1977). Un ensayo de interpretación sobre las luchas políticas nicaragüenses: ponencia. Centro de Investigaciones Sociales Nicaragüenses. Consultado el 1 de febrero de 2021.
- Belli Pereira, Humberto (1983). Persecution of Protestants in Nicaragua: The Neglected Story (en inglés). Consultado el 1 de febrero de 2021.
- Belli, Humberto (1984). Christians Under Fire (en inglés). Instituto Puebla. OCLC 11372504.
- Belli, Humberto; Nash, Ronald H. (1992). Beyond Liberation Theology (en inglés). Academic Renewal Press. ISBN 978-0-7880-9920-5. Consultado el 1 de febrero de 2021.
- Buscando La Tierra Prometida, Historia de Nicaragua 1492-2019 (2019).[6]